# Marcin Mrożek
 (décembre 2024).
Marcin Mrożek, né le 26 février 1990 à Wadowice, est un coureur cycliste polonais.

## Biographie
À l'issue de la saison 2015, il signe un contrat de deux ans en faveur de l'équipe CCC Sprandi Polkowice.

## Palmarès
- 2012
  - 3e du Trofeo Alta Valle del Tevere
- 2013
  - 2e de la Coppa Bologna
  - 3e du Trofeo Alta Valle del Tevere
- 2014
  - Giro delle Valli Aretine
  - 2e du Circuito delle Stelle
  - 3e de la Coppa San Sabino
  - 3e du Giro delle Valli Cuneesi
- 2015
  - Coppa Bologna

## Classements mondiaux
| Année           | 2013 |
| --------------- | ---- |
| UCI Europe Tour | 849e |